# Ursulines filles de Marie Immaculée

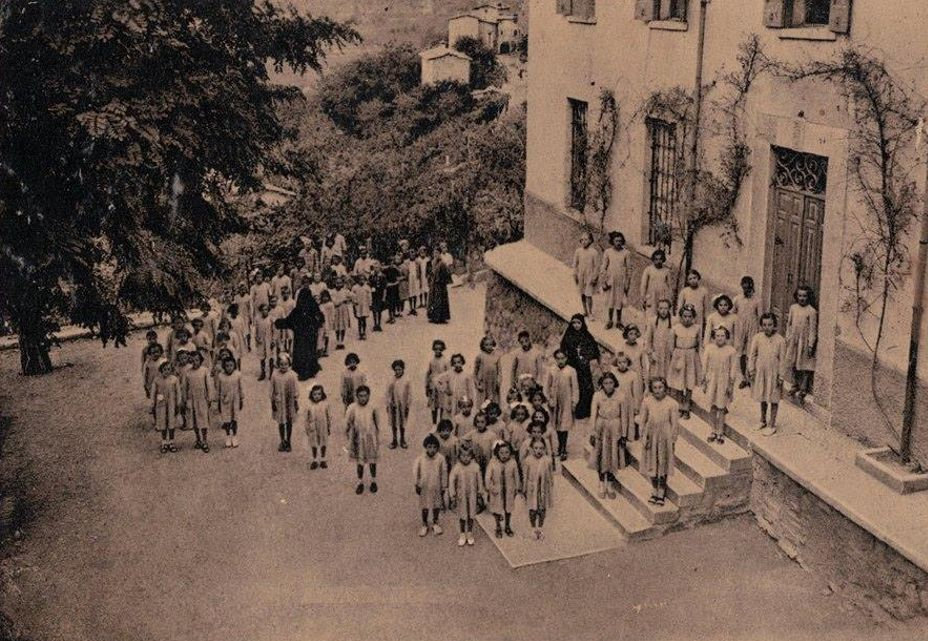
École des Ursulines de Fane (hameau de Negrar, province de Vérone), vers 1920

Les Ursulines filles de Marie Immaculée (en latin : Congregatio Ursulinarum Filiarum Mariae Immaculatae) sont une congrégation religieuse féminine enseignante de droit pontifical.

## Historique
En 1856, le père Zéphyrin Agostini (1813-1896) curé de Vérone, désirant fonder une école pour les filles, essaye d'obtenir que les Filles de la charité canossiennes ouvrent une école mais c'est impossible. Avec quelques paroissiennes (Fiorenza Quaranta, Maria Bollezzoli), il établit la pieuse union des dévotes de sainte Angèle Mérici, du nom de la fondatrice de la compagnie de Sainte Ursule, ces femmes vivent dans leur famille mais à partir de 1860, certaines d'entre elles commence à vivre en communauté.
En 1869, Mgr Luigi di Canossa, évêque de Vérone, demande au père Agostini de refonder dans son diocèse la compagnie de Sainte Ursule. L'association devient congrégation de droit diocésain par le décret du 24 juin 1923 émit par Giordano Corsini, vicaire capitulaire de Vérone. L'institut reçoit le décret de louange le 14 mars 1932, il est définitivement approuvé par le Saint-Siège le 3 avril 1940.
Réparties rapidement dans toute l'Italie, les Ursulines ouvrent en 1960 leur première maison à l'étranger, à Madagascar. 

## Activités et diffusion
Les Ursulines filles de Marie Immaculée se dédient à l'activité éducative dans les paroisses, les écoles, les collèges, les foyers universitaires et les organisations caritatives.
Elles sont présentes en : 
- Europe : Italie, Suisse.
- Amérique : Brésil, Chili, Paraguay, Pérou, Uruguay.
- Afrique : Bénin, Burkina Faso, Madagascar, Togo.

La maison généralice est à Vérone.
En 2017, la congrégation comptait 538 sœurs dans 63 maisons.